# Plectris duplopilosa
Plectris duplopilosa är en skalbaggsart som beskrevs av Moser 1921. Plectris duplopilosa ingår i släktet Plectris och familjen Melolonthidae. Inga underarter finns listade i Catalogue of Life.